# Coryogalops anomolus
Coryogalops anomolus és una espècie de peix de la família dels gòbids i de l'ordre dels perciformes.

## Morfologia
- Els mascles poden assolir 5,8 cm de longitud total.[3][4]

## Hàbitat
És un peix marí, de clima tropical i demersal que viu entre 1-16 m de fondària.

## Distribució geogràfica
Es troba a l'oest de l'Índic: el Mar Roig, el Golf Pèrsic i Zanzíbar (Tanzània).

## Observacions
És inofensiu per als humans.